# Giornata internazionale per l'abolizione della schiavitù
Il 2 dicembre è la giornata internazionale per l'abolizione della schiavitù, per ricordare il 2 dicembre 1949, data di approvazione da parte dell'Assemblea generale della Convenzione delle Nazioni Unite per la repressione del traffico di persone e dello sfruttamento della prostituzione altrui.

## La Convenzione dell'ONU
La Convenzione delle Nazioni Unite per la soppressione del traffico di persone e dello sfruttamento della prostituzione altrui è stata approvata dall'Assemblea generale il 2 dicembre 1949, è entrata in vigore il 21 marzo 1950, e l'Italia l'ha recepita ai sensi della L. 23 novembre 1966, n. 1173, pubblicata nella G. U. del 7 gennaio 1967 n. 5.

### I presupposti della Convenzione
La Carta dei diritti dell'uomo all'articolo 5 vieta espressamente la tratta degli esseri umani. Ciò nonostante, secondo fonti europarlamentari, essa è oggi particolarmente attiva, coinvolgendo ogni anno 700.000 persone. A dicembre 2009, si parlava di 27 milioni di poveri, migranti e donne nel mondo vittime del fenomeno.
A condurre questo traffico internazionale sono prevalentemente organizzazioni criminali transnazionali. Per questo l'ONU ha posto un'attenzione particolare al problema ed ha siglato una convenzione apposita.

## L'Anno internazionale per l'abolizione della schiavitù
Nel 2002, l'Assemblea generale dell'ONU ha dichiarato il 2004 Anno internazionale di commemorazione della lotta contro lo schiavismo e per la sua abolizione.